# 石川栄作
石川 栄作（いしかわ えいさく、1951年 - ）は、ドイツ文学者、徳島大学名誉教授。
高知県生まれ。福岡大学人文学部独語学科卒、九州大学大学院文学研究科修士課程修了。専攻は中世ドイツ文学。
1991年「「ニーベルンゲンの歌」研究　中世叙事詩としての構成と内容」で、文学博士（九大）。徳島大学教養部講師、助教授を経て教授、総合科学部長も歴任した。

## 著書
※は電子書籍も刊
- 『ニーベルンゲンの歌 構成と内容』郁文堂、1992年
- 『『ニーベルンゲンの歌』を読む』講談社学術文庫、2001年
- 『ジークフリート伝説 ワーグナー『指環』の源流』講談社学術文庫、2004年※
- 『トリスタン伝説とワーグナー』平凡社新書、2013年
- 『人間ベートーヴェン 恋愛と病にみる不屈の精神』平凡社新書、2021年※
- 『ブリュンヒルデ 伝説の系譜』教育評論社、2024年※

### 翻訳
- 『ニーベルンゲンの歌』ちくま文庫（前・後編）、2011年。ISBN 448042816X, 4480428178　
  - 「前編 ジークフリートの暗殺」、「後編 クリームヒルトの復讐」
- 『ジークフリート伝説集』編訳、同学社、2015年
- アイルハルト・フォン・オベルク『トリストラントとイザルデ』講談社学術文庫、2025年※。ISBN 4065398339

## 参考
- 「ニーベルンゲンの歌」訳者紹介
- 石川 榮作
- 徳島大学での紹介